# Беруков, Амир Аслудинович
Амир Аслудинович Беруков (20 февраля 1987, Хасавюрт, Дагестанская АССР, РСФСР, СССР) — российский борец вольного стиля. Призёр чемпионата России. Выступает в весовой категории до 74 кг.

## Карьера
Амир Беруков не мог не стать борцом, так как вырос во дворе в Хасавюрте, где все мальчишки поголовно посещали секцию вольной борьбы. Были среди них и будущие знаменитости, среди которых двукратный олимпийский чемпион Мавлета Батирова и двукратный чемпиона мира Махач Муртазалиев. Когда Амир в 12 лет пришел в спортшколу имени Шамиля Умаханова, Мавлет и Махач уже блистали на «юниорском» ковре, выигрывали первенство Европы. По словам Амира ему повезло, что я тренировался с этими большими мастерами и он всегда чувствовал их поддержку, многому у них научился. Первый тренер — Абдурахман Мирзаев. Впервые на взрослом уровне Беруков по-настоящему обратил на себя внимание специалистов в январе 2009 года, когда выиграл турнир имени Ивана Ярыгина. Но победа в Красноярске пока остается самым большим достижением в его карьере, Беруков неудачно выступил на чемпионате Европы 2009 года, заняв 9 место. Амир неплохо выступал на чемпионатах России. В том же 2009 году в июле месяце он стал бронзовым призёром чемпионата России. В июне 2010 года снова стал бронзовым призёром на чемпионате России. Возможно, результаты у него были бы и лучше, если бы он не мучился со сгонкой веса, порой ему приходилось сбрасывать по 10 килограмм. В сезоне 2011 года Амир решил перейти в новую категорию. Дебютировав в новом весе на чемпионате страны в Якутске, он не дотянул до пьедестала, однако, по его словам, чувствовал себя хорошо и считает, что принял верное решение. В 2016 году стал серебряным призёром турнира имени Александра Медведя в Минске.

## Достижения
- Чемпионат Европы по борьбе среди юниоров 2006 — ;
- Чемпионат мира по борьбе среди юниоров 2007 — 7;
- Чемпионат Европы по борьбе 2009 — 9;
- Гран-при Иван Ярыгин 2009 (Красноярск) —  ;
- Чемпионат России по вольной борьбе 2009 — ;
- Чемпионат России по вольной борьбе 2010 — ;
- Межконтинентальный Кубок 2015 —